# Грабовички мајдани камена
Грабовички мајдани камена налазе се у атару села Грабовица, општина Горњи Милановац. На потесу Парац експлоатише се тврди црвенкасти „љутик”, површински камен који на многим местима вири из земље.

## Својства камена
Боја грабовичког камена варира између црвенкасте, загасите и жућкасте. Неравне је структуре, крупнозрн и тврд, због чега се тешко обрађује. Нешто финије структуре, самим тим и лакши за обраду је сивкасти камен из мајдана на Трески (брду између Грабовице и Јабланице), али је неотпоран на жегу, лако прима влагу, самим тим и маховину.

## Употреба
У прошлости, грабовички камен највише је коришћен у грађевинарству и за прављење камених појила за стоку. Од њега су израђивани и надгробни споменици у облику квадра и крста, расути по таковским и горњогружанским селима. Данас се највише користи за декоративне оплате и ограде.